# Wylam
Wylam – miasto i civil parish w Wielkiej Brytanii, w północnej Anglii, w hrabstwie Northumberland. Jest położone 15 km od Newcastle upon Tyne. W 2011 roku civil parish liczyła 1924 mieszkańców. 9 czerwca 1781 roku urodził się tam George Stephenson, brytyjski inżynier, który jako pierwszy zaprojektował lokomotywę parową.